# Liste von Boxverbänden
Diese Liste von Boxverbänden bietet eine Übersicht über globale, interkontinentale sowie kontinentale und nationale Boxverbände. Amateur- und Profiverbände sind separat gelistet.

## Profiboxen

### Globale Verbände
Die aktuell bedeutendsten Weltverbände
- World Boxing Council (WBC)
- World Boxing Association (WBA) gegründet als National Boxing Association (NBA)
- International Boxing Federation (IBF)
- World Boxing Organization (WBO)

Ehemalige bedeutende Weltverbände
- New York State Athletic Commission (NYSAC)

Weniger bedeutende Weltverbände
- International Boxing Organization (IBO)
- International Boxing Association (IBA)
- International Boxing Council (IBC)
- Global Boxing Union (GBU)
- International Boxing Union (IBU, seit 1996 tätig)
- World Boxing Foundation (WBF)
- Continental Boxing Federation (CBF)
- World Boxing Federation (WBF)

Ehemalige unbedeutende Weltverbände
- World Boxing Union (WBU) 2010 als Verein neu gegründet
- International Boxing Union (IBU, 1913–1946)

Nur Frauen-Weltverbände
- Women’s International Boxing Federation (WIBF)

Weltverbände, die keine Meistertitel vergeben
- Boxing Writers Association of America (BWAA)

### Kontinentale Verbände
- European Boxing Union (EBU)
- North American Boxing Federation (NABF)
- North American Boxing Organization (NABO)
- North American Boxing Association (NABA)

Ehemalige kontinentale Verbände
- Oriental Boxing Federation (OBF) 1977 in Oriental and Pacific Boxing Federation (OPBF) umbenannt und seitdem interkontinental

### Interkontinentale Verbände
- Commonwealth Boxing Council
- Oriental and Pacific Boxing Federation (OPBF) gegründet als Oriental Boxing Federation (OBF) und bis 1977 kontinental

### Nationale Verbände
- Australian National Boxing Federation (ANBF)
- Bund Deutscher Faustkämpfer e. V.(BDF)
- Bund Deutscher Berufsboxer (BDB)
- German Boxing Association (GBA)
- British Boxing Board of Control (BBBofC)
- Argentina Boxing Federation (ABF)
- Boxing Union of Ireland (BUI)

Ehemalige nationale Verbände
- National Sporting Club (NSC)

## Amateurboxen

### Globale Verbände
- International Boxing Association (IBA), ehemals Association Internationale de Boxe Amateure (AIBA), gegründet als Federation Internationale de Boxe Amateur (FIBA)
- World Boxing

### Kontinentale Verbände
- Asia Boxing Confederation (ASBC)
- American Boxing Confederation (AMBC)
- European Boxing Confederation (EUBC)
- African Boxing Union (ABU)

### Nationale Verbände
- USA Boxing
- Amateur Boxing Association of England (ABA)
- Deutscher Boxsport-Verband (DBV)
- Irish Amateur Boxing Association (IABA)

### Regionale Verbände
- Boxverband Mecklenburg-Vorpommern (BV M-V)
- Berliner Box-Verband e. V.